# デジタル・キュレーション
デジタル・キュレーション（英: Digital curation）とは、デジタル資産を選択、保存、維持管理、組織化そしてアーカイブする一連の行為である。

## デジタル・キュレーションの側面
デジタルキュレーションは以下の事柄を引き起こす。
- 認証されたデジタル資産の収集
- デジタル資産検索サービスの提供
- 収集されたコンテンツの信頼性と完全性の証明
- 収集されたコンテンツのセマンティックでオントロジー的な連続と類似

## デジタル・キュレーションにおける問題
デジタル・キュレーションにおける重大な、そして有名な事例として以下が挙げられる。
- ストレージフォーマットの進化と廃退[5]
- 広範囲のアクセスと柔軟で多様性のある検索
- データセットのセマンティックかつオントロジー的な定義の類似性[5]

## デジタル・キュレーションにおける問題に対する回答
デジタル・キュレーションにおける問題は以下の研究機関等において結論が出されようとしている。
- 特別研究機関[6][7]
- 専用のシンポジウム[8][9]
- 産業・技術関係の査読付き学術雑誌[10]

## Sheer curation
Sheer curationとはデジタル・キュレーションへのアプローチのひとつであり、キュレーション活動がデジタル資産の作成・管理に関する通常業務に極度に統合されている場面で適用される。Sheerという語はキュレーション活動の軽量で仮想的な透明性のある環境を強く印象づけるために採用されている。Sheer curationはImageStoreプロジェクトとUK Digital Curation Centre による SCRAPプロジェクトに所属するAlistair Milesによって新たに作られた用語である。このアプローチは密に連絡をとれてデータ作成業務に「没頭」しているキュレーターに頼っている。一例としては、Whyteらによるニューロイメージングの研究グループに関する事例が挙げられる。そこではデータセットへのアクセスと実験手順の再活用を通して、研修スタイルのニューロイメージング研究者の学習を取り巻くデジタル・キュレーションの許容量を増強する手法が模索されていた。。
Sheer curation は「良いデータやデジタル資産は作成されたか使われ始めた時点で既に共有・出版・長期保存の準備のための良き実例になっている」という仮説に拠っている。そのため、Sheer curation は特定の分野のローカルなデータやデジタル資産にツールと実践例を結びつけて促進する。対象となる領域ではこれらのツールや実践例がそれらのデジタル資産の作成者や初期ユーザに対して即時に評価を与える。キュレーションを支援するには共有、世話や再活用に関する既存の事例を結びつけることが一番である。それらの事例はある手法で価値を加え、デジタル資産を拡張する。そしてより長期間にわたってデジタル資産のリスク軽減と長期間のアクセシビリティと再活用の価値を継続させる新たな機会を提供するのである。
Sheer curation の意図は直接的にはキュレーターやデジタル資産の初期ユーザーのためにならないような、他のキュレーション活動のために連続した土台を確立することにある。特に、長期間の保存を保証することが必要とされる活動に対して。この土台を提供することで、多くのキュレーション活動が適切な組織レベルの専門家によって実現されるかもしれない。一方で、最小限のインターフェースを他の人々に対して提供するかもしれない。
類似のアイデアに研究室情報管理システム(LIMS)の文脈で用いられている「 curation at source 」がある。これはメタデータやキャプチャ時点でのデータについての情報の記録を自動的に行うことにより特化することを差し向け、セマンティック・ウェブの技術を研究室の機器と文書管理システムに統合するために適用ように開発されてきた。Sheer curation と curation-at-source は対比させることができる。事後のデジタル保存（既に形成され最初に使われた時から時間が経ったデジタル資産のコレクションを保存するプロジェクトが始まった時点）において。

## Channelisation
Channelisation とはウェブ上のデジタル資産を対象としたキュレーションであり、しばしばメディア企業によって、コンテンツの継続的な流通の中で、ユーザー体験を積極的な学習を伴う双方向メディアから消極的で受身な学習メディアへと転向させる。コンテンツのキュレーションは独立したサードパーティーによって為される。そして、地球上をまたがった大量のオンデマンド放送局からメディアを選び、特定の主題、テーマや関心に専念できるようデジタルな「チャンネル」としてそれらを再生リストへ追加する。エンドユーザーがコンテンツのストリームを見たり聞いたりするために。